# Hanbatí a vystrašení
Hanbatí a vystrašení (v anglickém originále Pixelated and Afraid) jsou 12. díl 33. řady (celkem 718.) amerického animovaného seriálu Simpsonovi. Scénář napsal John Frink a díl režíroval Chris Clements. V USA měl premiéru dne 27. února 2022 na stanici Fox Broadcasting Company a v Česku byl poprvé vysílán 3. května 2022 na stanici Prima Cool.

## Děj
Líza si všimne, že vztah jejích rodičů, Marge a Homera, začíná vyhasínat, a tak přesvědčí Barta, aby s nimi probrali obavy z romantického života jejich rodičů. Během rozhovoru Líza rodičům navrhne, aby využili svůj poukaz do Šafránkového meditačního centra, a rodiče neochotně souhlasí. Poté, co cestou prodiskutují program a vybavení centra, shodnou se, že tam stejně nechtěli jet a že se otočí a vrátí domů.
Homer se tedy pokusí otočit auto, ale na namrzlé silnici dostane smyk. Sjedou ze silnice a dojedou na zamrzlou řeku, která se však pod tíhou vozidla prolomí, a manželé sjíždí řeku na autě. Doplavou do bezpečí, zatímco auto pluje dál po proudu. Marge a Homer se ocitají v lese s nefunkčními telefony a bez auta. Jelikož je zima a jsou promočení, rozdělají s pomocí Homerova mobilu oheň, svlečou se a oblečení pověsí nad plameny. Marge vyleze na strom, aby se porozhlédla po okolí. Vidí však jen stromy a „něco červeného“. Když si chtějí vzít své oblečení, větev se zlomí a jejich oblečení shoří.
Rozhodnou se tedy, že půjdou k oné červené věci, a zjistí, že je to vířivka ve tvaru srdce, která byla součástí již zkrachovalých Chatiček na hoře Líbánek. Pomocí krabičky zápalek rozdělají oheň ve vířivce plné listí a větví a začnou si z ruin chatiček vyrábět oblečení a přístřešek, aniž by si všimli, že se ve stínu skrývá rosomák a pozoruje je.
Čas plyne a dostanou hlad, ale nemohou najít či ulovit žádné jídlo, dokonce ani ryby. Nakonec se jim podaří získat jednu rybu, kterou si ugrilují, kouř však přiláká rosomáka, jenž se snaží dobýt do příbytku Homera a Marge. Aby Homer dostal svou manželku do bezpečí, vyleze na strom a použije sám sebe jako návnadu, ale rosomák se k němu dostane. Marge odvážně vystoupí a hodí Homerovi klacek s připevněnou hlavou sochy, a ten tím rosomáka zabije. Po ukořistění rosomáka se vášnivě líbají pod měsícem.
Druhého dne, když jde Homer ven sbírat mech, zahlédne správkyni parku na čtyřkolce, ale nemůže se rozhodnout, zda na ni zavolat, či zde zůstat. Rozmýšlí se moc dlouho, až správkyně odjede. Marge navrhne jít po stopách, a tak si sbalí věci, rozloučí se s chatrčí a jdou lesem, až se dostanou ke správcovské stanici. Epizoda končí tím, že si užívají západ slunce.

## Produkce
Scenárista seriálu John Frink chtěl natočit díl založený na reality show o přežití Sami. Spoluvýkonná producentka epizody, Carolyn Omineová, je také fanouškem pořadu díky její vynalézavosti a dovednosti, stejně jako nečekané emocionalitě, která pramení z života tak blízko pokraji katastrofy.
Rozpixelování neboli cenzura Homerových bradavek byla zpočátku jen vtip a nebyla vyžadována televizí.
Podle Omineové musel tým skutečně bojovat, aby Homer nebyl během lovu rosomáka příliš zábavný: „Opravdu jsme chtěli, aby ten strach byl skutečný. Chtěli jsme z Homera udělat hrdinu.“

## Kulturní odkazy
Černobílý film na začátku dílu vychází z filmové komedie z roku 1934 s názvem Detektiv Nick v New Yorku.
Název, a dokonce i design spreje proti mravencům, který Marge použila k jejich vyhubení, je Ant-pocalypse Now, což je odkaz na film Apokalypsa, v anglickém originálu Apocalypse Now.
Honeymoon resort (přeložitelný jako rezort líbánek) se nachází v pensylvánském pohoří Pocono. Byl otevřen na počátku 20. století a ve 40. letech 20. století se stal místem pro líbánky. Artefakty v dílu (vířivky ve tvaru srdce, zrcadlové stolky a vířivky ve tvaru sklenice šampaňského) byly převzaty z fotografií skutečných opuštěných letovisek.
Během stavby příbytku hraje píseň „Pretty World“ od Sérgia Mendese a Brasil '66. Homer později na tuto píseň tančí s Marge.

## Přijetí

### Sledovanost
Ve Spojených státech díl během premiéry sledovalo 1,41 milionu diváků.

### Kritika
Tony Sokol z Den of Geek ohodnotil epizodu čtyřmi hvězdičkami z pěti a napsal: „Některý z vývojů dílu je téměř nehomerovský. V divočině je Homer až přespříliš zručný a způsobilý. Člověk má pocit, že si možná zase vytáhl z nosu tu pastelku. Má schopnost pochopit, že Marge má všechna skutečná řešení, a přesto najde způsob, jak jít o krok dál, když se ke konci epizody ujistí, že má na nohou boty. To, co Bart a Líza viděli, když se dívali na Homera a Marge, jak házejí pytle s plenami do odpadkového koše, byl pár, který to vzdal. Scéna s rosomákem dokazuje, že to všechno bylo jen cvičení, stejně jako lekce ‚voskování, odvoskování‘ ve filmu Karate Kid.“
Marcus Gibson z webu Bubbleblabber udělil dílu 7,5 bodů z 10 s komentářem: „Jedná se o jeden z dílů, který se nespoléhá na grotesku a soustředí se na vyprávění příběhu. Scenáristé se snaží, aby Homer a Marge spolupracovali na přežití proti divoké přírodě a smrtelně nebezpečnému rosomákovi, a zároveň přinášejí poselství o kráse přírody. Také se více setkáváme s tím, že Homer je pro Marge starostlivým manželem namísto bezstarostného bručouna jako v některých předchozích dílech, což je skvělé pro lidi, kteří si potřebovali odpočinout od jeho nedbalého přístupu. Výsledek má sice k dokonalosti daleko, ale bez ohledu na to je stejně přitažlivý jako jiskření manželského páru.“